# Rhinella margaritifera
Rhinella margaritifera är en groddjursart som först beskrevs av Laurenti 1768.  Rhinella margaritifera ingår i släktet Rhinella och familjen paddor. IUCN kategoriserar arten globalt som livskraftig. Inga underarter finns listade i Catalogue of Life.